# Synavea appendiculata
Synavea appendiculata är en insektsart som först beskrevs av Van Stalle 1982.  Synavea appendiculata ingår i släktet Synavea och familjen Derbidae. Inga underarter finns listade i Catalogue of Life.